# Laurentina (cerveja)
Laurentina é a primeira marca de cerveja e cervejaria de Moçambique. Foi fundada em 1932 e desde 2002 é uma marca do grupo cervejeiro moçambicano Cervejas de Moçambique (CDM), uma subsidiária da Anheuser-Busch InBev. A Laurentina é a marca moçambicana de cerveja mais premeiada e possui cerca de 20% da quota de mercado.

## História

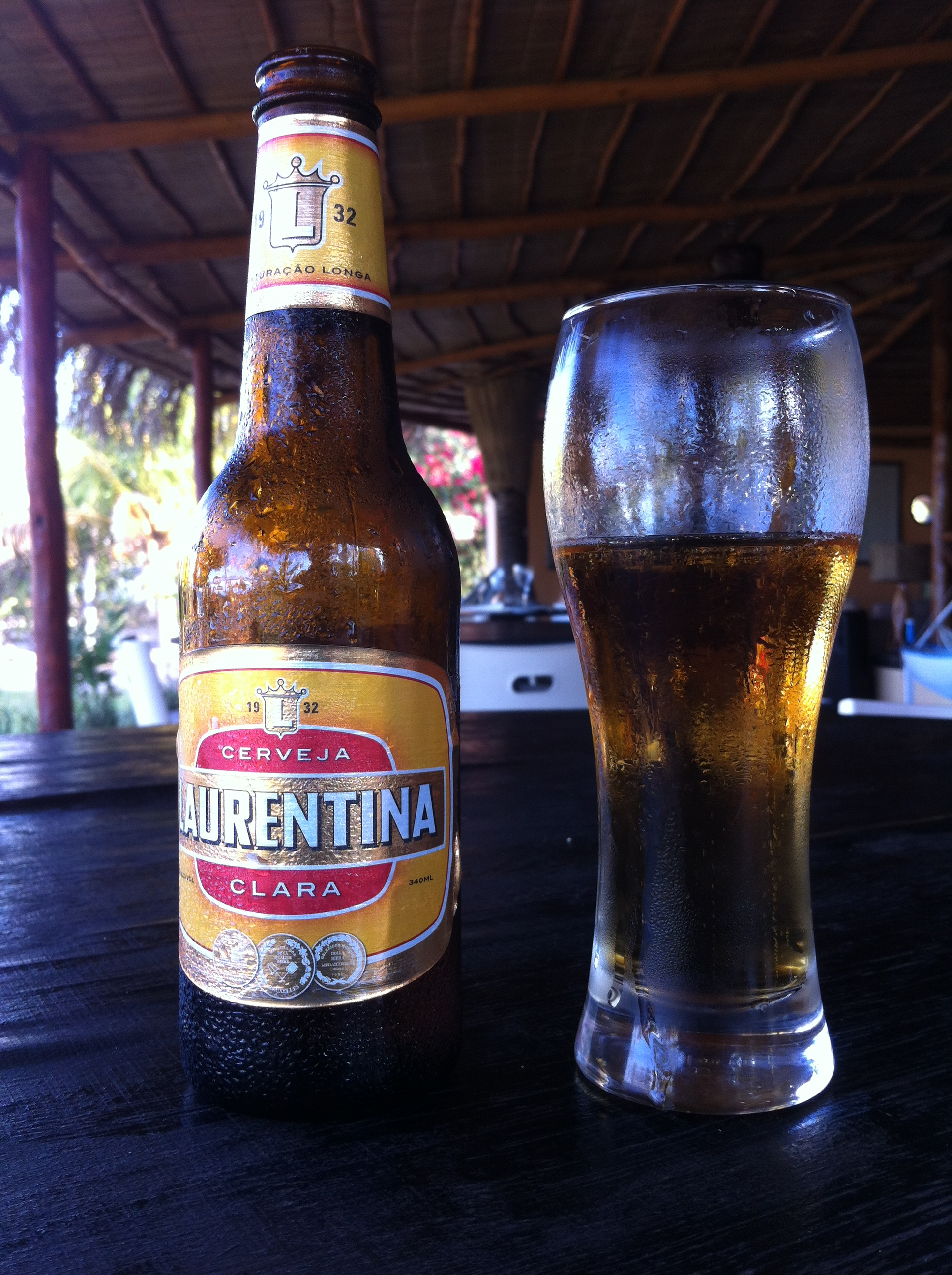
Uma garrafa de Laurentina Clara, apreciada perto da praia de Vilankulo.

Na então colónia portuguesa de Moçambique, o imigrante grego Cretikos fundou a Fábrica de Gelo e Água Victoria em 1916 como a primeira fábrica de gelo e água mineral em Moçambique. Posteriormente, expandiu a produção para incluir refrigerantes e também tinha como objectivo a produção da primeira cerveja moçambicana. Para o efeito, viajou para a Alemanha e contratou um mestre cervejeiro. Segundo a sua receita, a produção da nova cerveja começou em 1932, a qual Cretikos deu o nome Laurentina, em homenagem ao nome popular dos habitantes da sua cidade, Lourenço Marques (hoje Maputo) - "laurentinos". A cervejaria tornou-se, mais tarde, a Fábrica de Cerveja Reunidas.
A Laurentina tornou-se na cerveja mais vendida em Moçambique e também vendida na vizinha África do Sul. Só em 1962, quando a marca de cerveja 2M, hoje líder indiscutível do mercado, se juntou a ela, enfrentou séria concorrência doméstica. A cerveja Manica da Cidade da Beira, que já tinha sido fundada em 1959, só tinha significado regional e quase não tinha presença na capital.
Após a independência de Moçambique em 1975, as vendas da Laurentina registaram quedas extremas, causadas pela conjuntura económica do país: em 1977, a guerra civil moçambicana tinha eclodido, e a reestruturação económica planeada também não estava a fazer qualquer progresso. Alguns ingredientes importantes eram agora quase impossíveis de obter. A cerveja Laurentina, no entanto, era produzida continuamente, apesar das dificuldades que diminuíam lentamente a produção que, por vezes muito baixa, não conseguisse quase satisfazer a procura na capital por si só.
Após o fim da República Popular de Moçambique em 1990 e a subsequente reestruturação da economia de mercado, a Laurentina foi então privatizada em 1995 e vendida ao francês BGI/Groupe Castel..
Em 2002, Castel vendeu a Laurentina a Cervejas de Moçambique (CDM). Esta última é detida em 51,1% pelo Grupo SABMiller (actualmente AB InBev), que também gere a empresa. A CDM é também proprietária das outras marcas de cerveja moçambicanas, tais como a líder de mercado 2M, a igualmente tradicional cerveja Manica, e a Impala, a primeira cerveja do mundo produzida industrialmente a partir da mandioca, que foi lançada em 2012.

## Presença internacional
Após a sua fundação em 1932, a Laurentina também vendeu parte da sua produção à vizinha África do Sul, para a qual Moçambique era um destino de férias popular, especialmente entre os anos 20 e meados dos anos 70. Desde 2006, o CDM começou a exportar novamente a Laurentina de forma direccionada. A par da África do Sul, a Grã-Bretanha é o país alvo mais importante. No entanto, as exportações representam apenas uma pequena parte das vendas até agora.
A Laurentina está também disponível em alguns supermercados em Portugal, mas sem qualquer ligação a Moçambique, e sem presença significativa no mercado. Um português que deixou Moçambique durante a guerra colonial em Moçambique voltou a registar a marca na Alemanha após a Revolução dos Cravos e desde então tem produzido cerveja Laurentina para Portugal 

## Polêmica em torno da campanha publicitária de 2011
Uma campanha publicitária da cerveja escura Laurentina Preta causou furor em 2011. O corpo de uma mulher negra estilizada foi mostrado com um rótulo da cerveja e acompanhado por um slogan ambíguo, que por um lado visava a cerveja preta melhorada, mas por outro lado podia ser interpretado como uma alusão à disponibilidade de uma mulher negra reduzida a um objecto sexual (original: Esta preta foi de boa para melhor - Agora com uma garrafa mais sexy.).
Após protesto público e crescente atenção internacional, na comunidade de língua portuguesa e entre os visitantes internacionais dos Jogos Africanos de 2011 em Maputo, a CDM retirou a publicidade.

## Variedades
- Laurentina Clara ( Lager )
- Laurentina Preta ( cerveja preta )
- Laurentina Premium

## Prêmiações
As marcas Laurentina foram distinguidas com 5 medalhas ao longo dos anos:
- Em 2008, Laurentina Preta conquistou uma medalha de Ouro na Monde Selection
- Em 2009, Laurentina Premium recebeu uma Grande Medalha de Ouro na Monde Selection, posicionando Moçambique como um produtor de cervejas de alta qualidade.
- Em 2013, Laurentina Preta recebeu duas estrelas de ouro nos prémios Superior Taste Awards em 2013.
- Em 2013 e 2015, Laurentina Preta alcançou o primeiro lugar para Melhor Cerveja de África nos African Beer Awards